# Harras (Wehingen)
Harras ist ein Ortsteil der Gemeinde Wehingen in Baden-Württemberg und liegt am Großen Heuberg auf 754 m ü. NHN.

## Lage

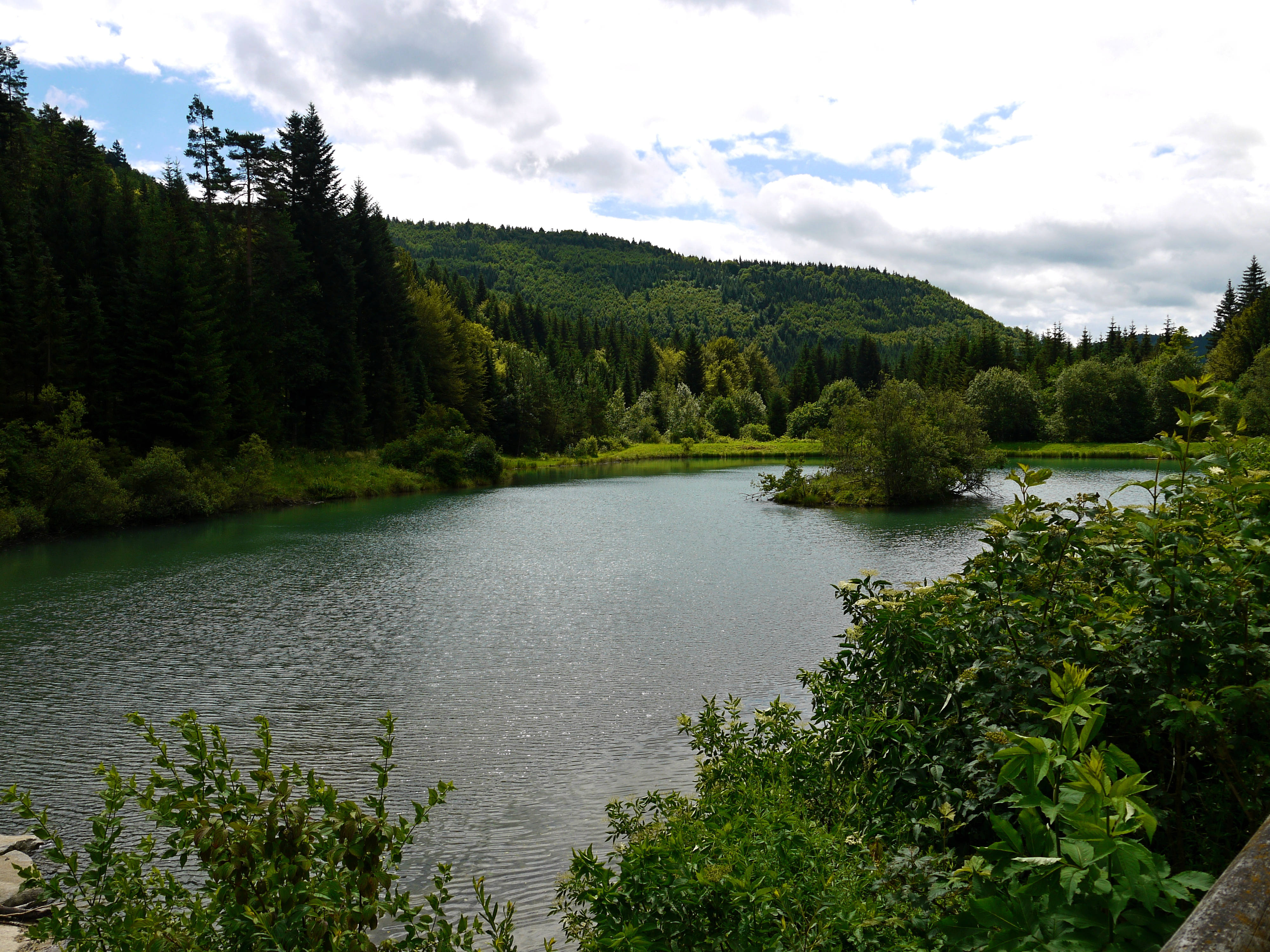
Harrassee

Harras liegt im Tal der Unteren Bära, im Naturpark Obere Donau. Oberhalb des Dorfes befindet sich die Burg Wehingen, Richtung Obernheim, das etwa sechs Kilometer entfernt liegt, befindet sich der künstlich angelegte Harrassee. Südöstlich von Harras liegt die Gemeinde Reichenbach am Heuberg.

## Geschichte

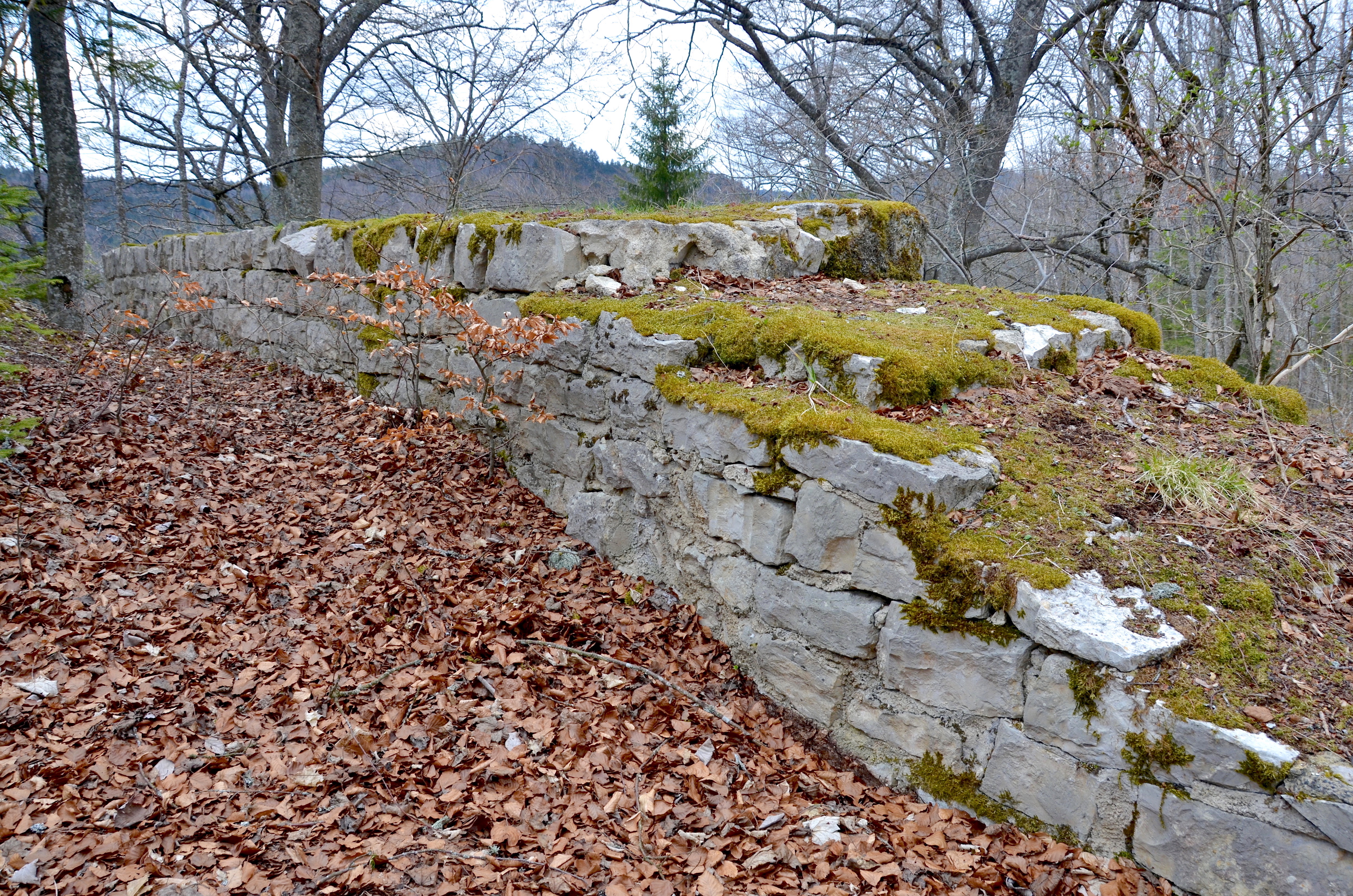
Mauerreste der Burg Wehingen

Harras lag unter der Herrschaft der Herren von Wehingen, bis es 1351 an Vorderösterreich verkauft wurde.
1697 ließ Kaiser Leopold eine Eisenschmelze in Harras errichten. Das Hüttenwerk bestand aus einem Hochofen, der die Eisenmasseln an das Bärenthaler Werk lieferte. Auf der Albhochfläche im Tagebau zu gewinnende Bohnerz mit hohem Eisengehalt und die am Steilabfall der Alb im Stollenbau zu gewinnenden Stufenerze lieferten den Ausgangsrohstoff. Das Erz wurde im Tagbau in sogenannten Bohnerzgruben, die größeren Umfangs waren, abgebaut. In Obernheim wurden für den Erztransport von den Abbaugebieten bei Hausen am Tann neue Steigen nach Harras angelegt (48° 10′ 51,31″ N, 8° 50′ 49,31″ O) Um 1845 wird von Joseph Schiller aus Harras Eisenerz abgebaut. Die selbständigen Knappen schürften auf eigenes Risiko und wurden von Erzmesser Monitgel in Ludwigsthal nach abgelieferter Menge bezahlt. Auch Schmuggler waren im Bereich der Stahlproduktion beauftragt. Touristische Führungen zum Schmuggel werden von neu ausgebildete Danube Guides angeboten. Auch Frauen übten diese Tätigkeit aus."Zwischen Schwarzwald,Alb und Bodensee ist sie unterwegs als Hausierin, Schwärzerin und Schlimmeres. Durch des Vaters Erzschmuggel."
1698 wird knapp eine Tonne Stahlmasseln auf der Reichsstraße bei Kolbingen geschmuggelt.
So wird von rogenförmigen Thoneisensteinen berichtet, von welchen sich bei Gosheim und Wehingen ein Flöz von 1 - 2 Schuh Mächtigkeit befunden hat. Der Betrieb des Hochofens wurde 1832 aufgrund mangelnder Auslastung eingestellt und der Hochofen selbst 1839 abgebrochen. Von den Werksgebäuden wurde nur das ehemalige Beamtenhaus erhalten und diente als Revierförsterwohnung.
1805 kam Harras mit der gesamten Grafschaft Hohenberg durch Napoléon zu Württemberg.

## Verkehr
Mit dem Bau der 1966 stillgelegten und abgebauten Heubergbahn Spaichingen–Reichenbach bekam Harras einen Bahnhof. Der Name des Bahnhofs war Harras-Obernheim, weil er auch für die Gemeinde Obernheim vorgesehen war, die bis 1938 zum Oberamt Spaichingen gehörte. Heute ist Harras mit öffentlichen Verkehrsmitteln durch die Südbadenbus-Line 43 (Aldingen–Königsheim) und die Linie 61 (Wehingen – Nusplingen) erreichbar. Harras liegt an der Landesstraße 433 Trossingen–Ebingen und der Kreisstraße 5906 nach Obernheim im Zollernalbkreis.

## Brauchtum
Harras ist innerhalb der traditionellen Wehinger Fasnet seit 1974 mit einer eigenen Figur vertreten. Das sogenannte Harrasweible soll der Legende nach im Harrasbachtal zwischen Harras und Obernheim ihren Schabernack getrieben haben. Durch ihren Spuk sollen die Fuhrleute die Kontrolle über ihre Pferde verloren haben. Erst nach dem Herausschlagen der dreizehnten Speiche der Räder konnten die geplagten Fuhrleute dem Treiben ein Ende machen. Die Pferde zogen wieder an und brachten die Fuhrwerke den steilen Weg hinauf nach Obernheim.
Die Larve der Harrasweible zeigt ein zwiespältiges Gesicht mit einer lachenden und einer griesgrämigen Seite. Das Häs setzt sich aus Rock, Schürze, Bluse und Kopftuch zusammen. Auf dem Kopf trägt das Harrasweible ein Büschel aus Buchenreisig.

## Heutige Situation
Heute hat Harras 150 Einwohner. Im Dorf befindet sich eine der vier Straßenmeistereien des Kreises Tuttlingen.